# Marlene Favela
Marlene Favela (née Silvia Marlene Favela Meraz le 5 août 1976 à Santiago Papasquiaro, état de Durango au Mexique), est une actrice mexicaine de telenovelas. Elle est aussi mannequin.

## Biographie
Marlene Favela est née à Santiago au Mexique, d'une mère d'origine espagnole et libanaise.
Elle a vécu pendant plus de quatre ans avec le politique Jorge Kahwagi.
Elle mesure 1.76 m et ses mensurations sont 90-57-97 (ou 90-56-96).

## Carrière
Elle étudie au « Centro de Educación Artística » (CEA) de Televisa à Mexico.
Elle fait ses débuts dans les telenovelas, comme Gata Salvaje, Velo de novia, Rubí, Contra viento y marea et La Intrusa.
En 2011, après quatre années d'absence, elle retourne travailler avec Telemundo et participe à la telenovela Los herederos Del Monte avec Mario Cimarro. Cette production a été tournée en Colombie entièrement en haute définition et compte des acteurs connus tels que : Diana Quijano, José Luis Reséndez, Roberto Mateos et Natasha Klauss entre autres.
Le 9 février 2013, elle est couronnée reine des mariachis au Théâtre Ferrocarrilero de Mexico, en cohérence avec la journée mondiale des Mariachis. Le même mois, elle fait la couverture de la revue "Revista H", publication masculine.
En 2014, elle travaille pour la quatrième fois avec Telemundo, en participant à la deuxième saison de El señor de los cielos avec Rafael Amaya, Ximena Herrera, Carmen Villalobos, Fernanda Castillo et Mauricio Ochmann. Dans la série elle interprète le personnage de Victoria Navárez, candidate au gouvernement de l'état de Jalisco et qui entretient une relation sentimentale avec le narcotrafiquant qui donne son nom à la telenovela, El Señor de los cielos…
Du 31 octobre au 10 décembre 2016, à Alméria en Espagne, Marlene Favela enregistre le long métrage Jesús de Nazareth produit par José Manuel Brandariz et dirigé par Rafael Lara où elle incarne Salomé aux côtés de Julián Gil qui tient le rôle-titre.

## Filmographie

### Telenovelas
- 1995 : Maria Jose : Deborah
- 1997 : María Isabel : Patricia
- 1999 : Por tu amor : Mónica
- 1999 : Infierno en el Paraíso : Patricia
- 1999 : Mujeres engañadas : Leticia
- 1999 : DKDA: Sueños de juventud : Gina
- 2000 : Carita de ángel : Ámbar Ferrer
- 2000 : La Casa en la playa : Malena Núñez
- 2001 : La Intrusa : Guadalupe Rosas
- 2001 : Navidad sin fin : Cuquis
- 2002 : Entre el amor y el odio : Cecilia
- 2002 : Gata salvaje : Rosaura Ríos Olivares[7]
- 2003 : Velo de novia : Angeles Villaseñor
- 2004 : Rubí : Sonia Chavarría González
- 2005 : Contra viento y marea : Natalia Ríos
- 2007 : Amor sin maquillaje : Pina
- 2007 : Zorro, l'Épée et la Rose (El zorro:la espada y la rosa) : Esmeralda Sánchez de Moncada
- 2011 : Los herederos del Monte : Paula Del Monte[8]
- 2012 : Corazón apasionado : Patricia Montesinos Campos-Miranda de Marcano[9]
- 2012-2013 : El rostro de la venganza : Alicia Ferrer / Eva Samaniego
- 2014 : El señor de los cielos : Victoria Narváez « la Gober »
- 2015-2016 : Pasión y poder : Nina Pérez de Montenegro

### Séries télévisées
- 2006 : Ugly Betty : sœur d'Eva
- 2014 : Jane the Virgin : Anna Smith

### Émissions de télévision
- 1999 : Camarón que se duerme...
- 1999 : ¿Qué nos pasa?
- 1999 : Meridiano X.
- 2007 : Premios Billboard latinos
- 2012 : Premios Billboard de la musique mexicaine
- 2016 : Nuestra Belleza Latina 2016

### Films
- 2007 : La Mutante 4 : Azura
- 2008 : Playball : Elena

## Théâtre
- Sueño de un seductor
- Sé infiel y no mires con quién

## Vidéoclips
- 2002 : Gata Salvaje de Pablo Montero
- 2006 : Siempre Contigo de Los Tucanes de Tijuana

## Nominations et récompenses

### Premios ACE
| Année | Catégorie                                | Telenovela                 | Résultat |
| ----- | ---------------------------------------- | -------------------------- | -------- |
| 2007  | Meilleure actrice de télévision scénique | Zorro, La espada y la rosa | Gagnante |

### Premios El Heraldo de Mexico
| Année | Catégorie                    | Telenovela | Résultat |
| ----- | ---------------------------- | ---------- | -------- |
| 2002  | Meilleure actrice Révélation | La Intrusa | Gagnante |

### Premios TVyNovelas
| Année | Catégorie                 | Telenovela | Résultat |
| ----- | ------------------------- | ---------- | -------- |
| 2002  | Meilleure actrice co-star | La intrusa | Nommée   |

### Premios Tu Mundo
| Année | Catégorie                                              | Telenovela               | Résultat |
| ----- | ------------------------------------------------------ | ------------------------ | -------- |
| 2013  | L'antagoniste la meilleure et la protagoniste favorite | El rostro de la venganza | Nommée   |

### Récompenses
- La revue "People en español" l'élit parmi les 50 plus belles vedettes du monde artistique[10]
- Elle reçoit une étoile sur l'allée des lumières (Paseo de las luminarias) de Mexico